# Vitézi rend
A vitézi rend magyar alapítású, a nemességhez hasonlító rend. Saját önképe szerint nemzeti, revizionista és antikommunista társadalmi szervezet[forrás?]. Horthy Miklós kormányzó alapította 1920-ban, 1945-ben feloszlatták, a vitézi cím használatát azóta törvény tiltja Magyarországon. A szervezet ugyanakkor 1945 után a nyugati magyar emigráció körében – egy idő után több ágra szakadva – tovább működött, és egyes emigráns szervezetek a rendszerváltást követően Magyarországon is kifejtenek tevékenységet.
Horthy kormányzóvá választásakor ugyan kifejezetten lemondott a királyi előjogokról, amik körébe tartozott a nemesi cím adományozása is, ugyanakkor szükségét érezte annak, hogy saját hatalmi bázisának kiszélesítése érdekében létrehozzon egy kiemelt társadalmi csoportot olyan személyekből, akik az első világháború idején kitűntek a nemzet szolgálatában, utána pedig, a forradalmak idején ellenforradalmi magatartást tanúsítottak, és feltétlen hűséggel tartoznak neki. Elsősorban a háborúban hadi kitüntetéseket szerzett, főleg paraszti származású személyekből kívánta létrehozni a katonailag szervezett vitézi rendet. A középkori hűbérbirtok helyett vitézi telket adományoztak, a személyes függő viszonyt a vitézzé avatás középkorias szertartása jelképezte, a karddal való vállra ütéssel és az esküvel.
A vitézi rendet az Ideiglenes Nemzeti Kormány 1945 februárjában az 529/1945.ME. sz. rendeletében számos más szervezettel együtt betiltotta, a vitézi cím használatát 1947 óta a ma is hatályos 1947. évi IV. törvény tiltja. Az Alkotmánybíróság különböző beadványok alapján többször is foglalkozott a kérdéssel, és a törvény vonatkozó rendelkezését mindannyiszor fenntartotta. 2011 októberében hozott határozatában megismételte, hogy a rangok és címek használatának korlátozása nem ellentétes az alkotmánnyal, és arra az államnak joga van. Kimondta azt is, hogy a címek és rangok nem részei a névnek, így ezek használatának tilalma nem függ össze a saját név használatához fűződő joggal. Leszögezte ugyanakkor azt is, hogy a korlátozás a hivatalos használatra vonatkozik, a magánhasználatot már csak azért sem korlátozza a törvény, mert nem tartalmaz szankciót.

## Leírása
Magyarországi története és működése elsősorban a Horthy-korszakhoz kapcsolható, bár a második világháborút követően sem szűnt meg teljesen, hiszen külföldön a rend tagjai továbbra is együttműködtek, valamint a rendszerváltás után újra alakulhattak a rend eszmeiségét követő szervezetek.
A korra jellemző modellértékű militarista szervezet volt, amely nem volt mentes a szélsőjobboldali befolyástól, de eszmei arculatát tekintve a konzervatív értékrendet képviselte. Tagjai vitézi telket, azaz földbirtokot is kaphattak, és a „vitéz” címet használhatták. Amennyiben nem volt „igazi szép magyar” a vezetéknevük, magyarosítaniuk kellett. A cím használatára a rend alapszabálya szerint a legidősebb férfi leszármazott is jogosulttá vált. A rend tagjai javarészben harcedzett katonák voltak, az Országos Vitézi Szék vezetői és alkalmazottai a honvédelmi minisztérium állományába tartoztak.

## A Vitézi rend megalapítása, célja
A rend alapításának előzménye a még az első világháború előtt meghozott 1912. évi LXIII. törvénycikk volt, amely haditelkek létrehozását rendelte el. A háború idején ezt minden évben kiegészítették újabb törvénycikkekkel, majd a 6650/ 1920. M.E. rendelet és az 1920. XXXVI. tc.77. §-a pontosan szabályozta a most már vitézi telek néven elkülönített földterületek jogállását.
A vitézi telket az államfő adományozhatta bizonyos háborús kitüntetések alapján. A vitézi telek nem volt elidegeníthető, az elsőszülött fiú örökölhette, illetve – az államfő engedélyével – a női leszármazott férje. Utód nélkül vagy méltatlanná válás, hazaárulás, esküszegés esetén visszaszállt az államra. E szabályok csaknem egybeestek a középkori nemesi birtokok jogi helyzetével.

A cél az volt, hogy a vitézi telkek tulajdonosait zárt közösséggé, renddé szervezzék. A Vitézi Rend alapszabályában a kitűzött célok:

„…utódaikban is jutalmazni s az ország hűségében megtartani mindazokat, kik a magyar állam védelmében egyéni vitézségükkel és a forradalmak alatt nemzeti érzésükkel kitűntek, érdemeik méltánylásával ápolni a hazafiúi erényeket, s egyúttal állandó értékű nemzetvédelmi szervezetet teremteni, úgy a kívülről jövő, mint a belső romboló erők újbóli forradalmi kísérleteivel szemben. A Vitézi Rend tagjait különleges állásuknál és tekintélyüknél fogva példaként állítani a nép elé mint annak polgári és nemzetvédelmi vonatkozású dolgokban természetes vezetőit.”

Felépítése erősen katonai jellegű volt, szigorú egyszemélyi vezetés alatt állt. A legfőbb tisztséget a Vitézek Főkapitánya töltötte be, akit az alapszabály szerint az Országos Vitézi Szék tagjai választottak életfogytig való tartamra, kinevezéséhez az államfő hozzájárulása kellett. Mivel azonban a főkapitány kezdettől fogva vitéz nagybányai Horthy Miklós Kormányzó és legfőbb Hadúr volt, így az alapszabály e pontjának alkalmazására 1944-ig nem került sor. A főkapitány a Rend legfontosabb ügyeiben személyesen dönthetett, azaz a korabeli szóhasználat szerint „Legfelsőbb Elhatározást” hozhatott.
Az Országos Vitézi Szék volt a Rend legfőbb irányító szervezete, elnöke a Vitézek Főkapitánya. Tagjai: az államfő által kinevezett nyolc Vitézi Törzskapitány, a miniszterelnök, a belügy-, az igazságügy-, a földművelésügyi s a honvédelmi minisztérium 1-1 képviselője, illetve a Magyar Földhitelintézetek Országos Szövetségének ügyvezető igazgatója.
Az Országos Vitézi Szék évente mintegy 2-3000 rendeletet adott ki, irányítva az alsóbb szervezeteket. Nagy létszámú hivatala végezte az adminisztratív munkát.

## A rend története
Nagybányai Horthy Miklós kezdeményezésre a 6650/1920 M.E. rendelettel alapították meg a vitézi rendet, mely alapítást az 1920:XXXVI törvénycikk 77. paragrafusa megerősített.

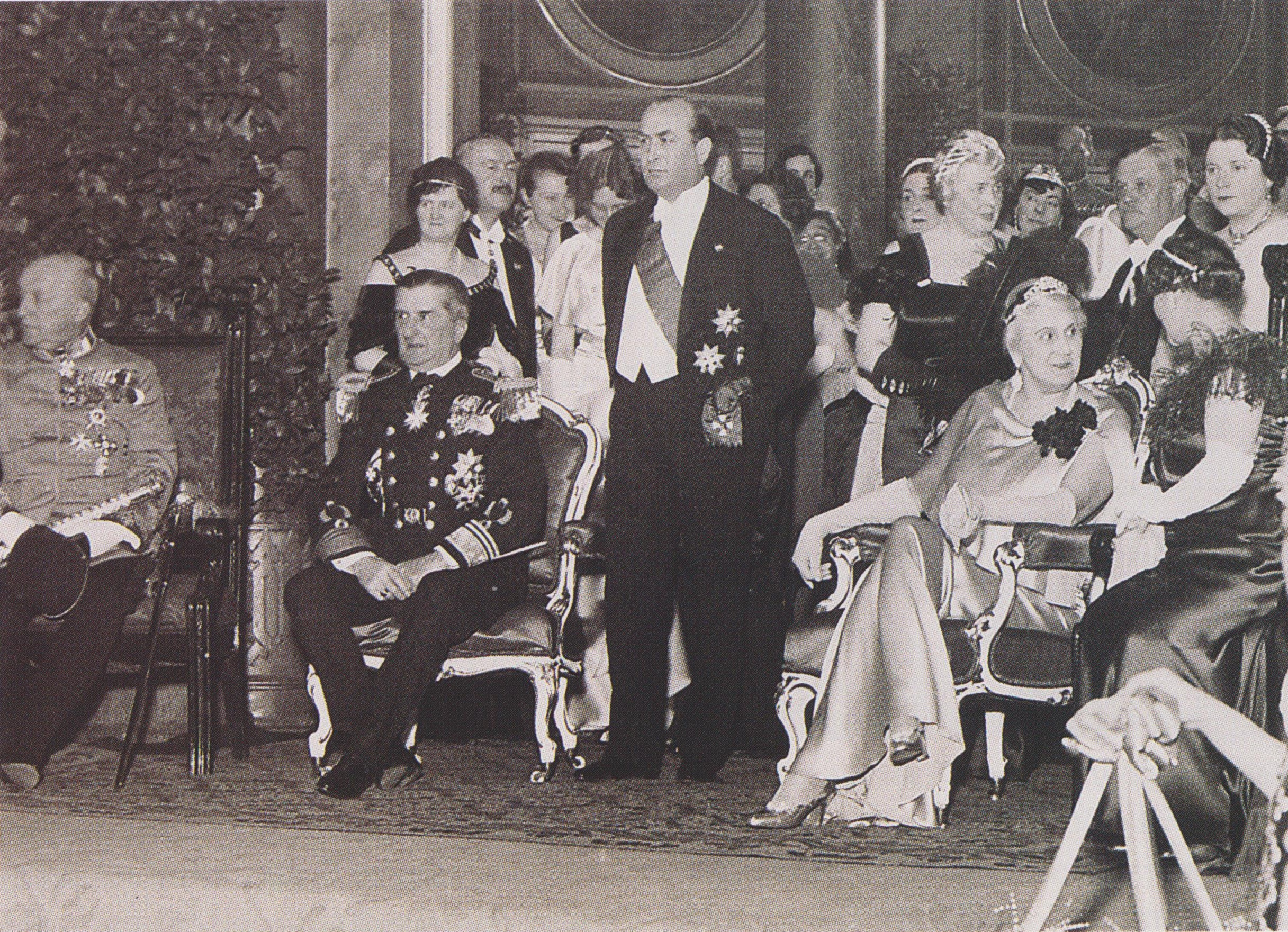
Vitézi bál 1934 februárjában: balról jobbra: József Ágost királyi herceg, Horthy Miklós kormányzó, Gömbös Gyula miniszterelnök és Horthy Miklósné

Horthy utóbb, 1940 októberében Teleki Pál miniszterelnökhöz intézett levelében eképp határozta meg a rend alapításának célját:
Alapításánál főleg a fajnemesítés gondolata vezetett. […] Az ősi nemesi inszurrekció ez újabb formájával egy mindhalálig megbízható magyar alakulatot akartam, úgy a kívülről jövő támadás, mint a belső destruktív erők újbóli forradalmi kísérlete esetén örök időkre a főkapitány rendelkezésére állítani. Hogy ez a sereg mindég megbízható legyen, fő a származás és az erkölcsi körülmények tisztasága, az erkölcsi alap, valamint az egészséges vér. A vitéz csak engedéllyel házasodhatik, idegen fajból származót csak akkor veszünk fel, ha 100%-ig magyarul érez, megbízható, és maga kéri a névmagyarosítást. A legbátrabb és legjobban dekorált zsidó is ki van zárva.
A rend jogi helyzete 1931-ben rendeződött, amikor a miniszterelnök november 29-én kiadta a vitézi intézmény vagyonjogi személyiségéről szóló 6.450/1931. M.E. számú rendeletét. A Rend vagyonjogi ügyeit az Országos Vitézi Szék bonyolította. A szerződések és jognyilatkozatok érvényességéhez, valamint vagyoni intézkedésekhez az Országos Vitézi Szék jóváhagyása is kellett. A törvényes képviselő az ügyvezető törzskapitány volt. A felavatott vitézek telekkel történő ellátását nem sikerült teljeskörűen megoldani, hiszen 1930 végére csak 31%-uk rendelkezett vitézi telekkel. Tehát a vitézi cím nem járt automatikus vitézi telek adományozásával, hanem csak az arra való jogosultságot szerezte meg a rend tagja.
A rend székháza Budapesten, az Üllői út 8. szám alatt volt. 1944 decemberében, a főváros szovjet ostroma során az épület kiégett, a vitézi rend levéltára és dokumentációja megsemmisült.
A „vitézi rend” szókapcsolat a Magyar Szabadalmi Hivatal által a 160 272 lajstromszámon és a „vitézi jelvény” a 161 696 lajstromszámon védettséget kapott.[forrás?]
A második világháború után a rendet feloszlatták és a vitézi cím használatát a korábban használt a származással összefüggő nemesi címekkel együtt ma is törvény tiltja közjogi okiratokban.
A nyugatra került rendtagok a rendet továbbra is életben tartották, és Edinburghban 1962-ben a Lovagrendek Nemzetközi Állandó Bizottsága által is elismertették. A vitézi rend kiadványában, a Register of Orders of Chivalryben 1964-ben hirdette ezt ki. Hivatalos elnevezése: Knightly Order of Vitéz (a.m. Vitézek Lovagrendje), jogforrásul, illetve legfőbb védnökének a Szent Koronát ismerte el.
Ma több szervezet is működik ezen a néven. Mindegyik Magyarországon jogilag elismert szervezet egyesületi vagy alapítványi formában tevékenykedik, és egységes bennük, hogy maguknak követelik a jogfolytonosságot.
A rend kinyilvánított célja: „Utódaikban is jutalmazni s az ország hűségében megtartani mindazokat, kik a világháborúban és a forradalmak alatt egyéni vitézségük s nemzeti érzésükkel kitűntek, s melynek látható jeleként személyes vitézségért adományozott hadi kitüntetéssel rendelkeznek.”
Vitéz nagybányai Horthy Miklós kormányzónak, a rend főkapitányának 1921. augusztus 20-án tartott vitézavatáson mondott beszéde:
Vitéz BAJTÁRSAIM!
Meghatottan nézek végig soraitokon. Szeretettel üdvözöllek Benneteket mint nagy és nehéz idők közepette fajunk legjobbjait. Melleteken a csillogó érdemrendek idegen országok harcairól beszélnek és egy sincs közöttetek, akinek hőstette magyar helységnévhez fűződnék. Ez mutatja legjobban, hogy minket nem győztek le soha! A mi diadalmas fegyverünket nem is az ellenség, hanem saját áruló honfitársaink orozva, hátulról ütötték ki kezünkből, azután meggyilkolták, gúny tárgyává tették győzhetetlen, büszke hadseregünket, nevetségessé a magyar vitézséget.
Én pedig örökké égő oltárt emelek, mikor a nagy háború legjobbjait hozzákötöm a hazai röghöz, amely évtizedeken keresztül nemcsak tovább táplálja a hősök nemzetségét, hanem megteremti, fennen hirdeti és ápolja a magyar vitézség kultuszát is.
A Vitézi Rendnek hármas célja van: jutalmazni a vitézséggel párosult honfi erényt, megtartani a nagy idők legjobbjait és biztosítani a hősök nemzetségének fennmaradását, végül bennük és utódaikban a magyar fajnak olyan hatalmat biztosítani, amely rettentő erővel sújt le minden felforgató állam- és nemzetellenes törekvésre.
A Vitézi Rendet a véráztatta televény magyar földbe ültetem; adja Isten, hogy mihamarabb gyökeret verjen benne. Legyen belőle hatalmas tölgyerdő, amely dacolhasson a második ezredév viharaival; legyen a Vitézi Rend turáni fajunk és hazánk büszkesége, de ha kell, élesen vágó kardja is.
Egész erőmet és véremet elárult, kifosztott, meggyalázott hazánk szolgálatába állítottam; tudom, hogy Ti, kiknek múltja tiszta, mint a kristály, kik bővelkedtek a férfierényekben, kikre mindig büszkéséggel és meleg szeretettel gondolok, mindig lelkesedéssel haladtok velem a becsület és az önzetlenség útján.
Isten áldása kísérje a Vitézi Rend működését!

## Felvétel a vitézi rendbe
A vitézi avatás meghatározott ceremónia keretében, fényes külsőségek mellett zajlott. 1921 és 1944 között 23 800 főt avattak vitézzé. Az interneten is fellelhető legnagyobb névsor adatbázisában 26 500 név szerepel.
A rendbe történő felvételt elsősorban hadi (katonai) kitüntetések megszerzéséhez kötötték. Az első világháborúban a tábornokok és törzstisztek a Lipót-rend lovagkereszt hadiékítménnyel és kardokkal, a főtisztek a Vaskorona-rend III. oszt. hadiékítménnyel és kardokkal, és a legénységi állományúak részére a Nagyezüst vitézségi érem jelentette a biztos felvételt. A második világháborúban tábornokok és törzstisztek a Magyar Érdemrend tisztikeresztje hadidíszítménnyel és kardokkal, a főtisztek a Magyar Érdemrend lovagkeresztje hadiszalagon kardokkal és a legénységi állományúak részére a Nagyezüst vitézségi érem volt a biztos felvétel záloga.
A szovjet megszállást követően a vitézi rend Magyarországon nem tevékenykedhetett tovább. Az akkori kormányzat 1945-ben betiltotta a szervezetet, de az emigrációba kényszerített vitézek összefogásának köszönhetően működik továbbra is a rend.
A második világháború utáni első magyarországi vitézavatást 1992. október 26-án, Bicskén tartotta meg a „Vitézi Rend Magyarországi Tagozata” (1996 óta „Vitézi Rend”). Az egyesület látványos közéleti szereplése volt Horthy Miklós kenderesi újratemetése (1993. szeptember 4.), amelynek megszervezésében is részt vettek.
A rendszerváltás óta több szervezet is alakult, amelyek egyformán valamilyen Vitézi Rendnek hívják magukat. Mindegyik szervezet Magyarországon jogilag elismert, vagy egyesületi vagy alapítványi formában tevékenykedik. Egymást nem ismerik el, és saját maguknak követelik a jogfolytonosságot.

## A vitézi rend főkapitányai
A Lovagrendek Nemzetközi Állandó Bizottsága (ICOC) által 1962 óta elismert és bejegyzett Vitézi Rend ( (Knightly Order of Vitéz) főkapitányai:
| # | Portré | Főkapitány                                                                                 | Hivatal kezdete     | Hivatal vége                       | Tisztségei                                                            | Címer |
| - | ------ | ------------------------------------------------------------------------------------------ | ------------------- | ---------------------------------- | --------------------------------------------------------------------- | ----- |
| 1 |        | ő főméltósága nagybányai Horthy Miklós (1868–1957)                                         | 1920. augusztus 20. | 1945. február 26. 1957. február 9. | - Magyarország kormányzója - A Nemzeti Hadsereg fővezére              |       |
| ― |        | Sónyi Hugó gyalogsági tábornok (1883–1958)                                                 | 1957. február 9.    | 1959                               | - A Magyar Királyi Honvédség főparancsnoka                            |       |
| 2 |        | ő császári és királyi fensége Habsburg–Lotaringiai József Ágost királyi herceg (1872–1962) | 1959                | 1962. július 6.                    | - Magyarország királyi helytartója - A Magyar Köztársaság kormányzója |       |
| 3 |        | kisbarnaki Farkas Ferenc (1892–1980)                                                       | 1962. július 6.     | 1977                               | - A Ludovika Akadémia parancsnoka - Magyarország főcserkésze          |       |
| 4 |        | ő császári és királyi fensége Habsburg–Lotaringiai József Árpád királyi herceg (1933–2017) | 1977                | 2017. április 30.                  |                                                                       |       |
| 5 |        | ő császári és királyi fensége Habsburg–Lotaringiai József Károly királyi herceg (1960–)    | 2017. április 30.   | hivatalban                         |                                                                       |       |